# Crazy Town
Pour les articles homonymes, voir CXT.
Crazy Town, aussi connu sous le nom de CXT, est un groupe de rap metal américain, originaire de Los Angeles, en Californie. Le groupe est surtout connu pour son single Butterfly, classé au Billboard Hot 100. La formation compte trois albums studio, The Gift of Game, Darkhorse et The Brimstone Sluggers sorti le 28 août 2015.

## Biographie
Mazur et Binzer, surnommés Epic et Shifty Shellshock, respectivement, commencent à collaborer sous le nom de The Brimstone Sluggers en 1995 à Los Angeles, Californie, avec Adam Bravin (alias DJ Adam 12) prédécesseur de DJ AM. Cependant, ils ne comptent rien publier à cette période. Au début de 1999, Rust Epique, James Bradley Jr. (alias JBJ)., Doug Miller, Adam Goldstein (alias DJ AM), et Antonio Lorenzo « Trouble » Valli se joignent au groupe. Leur premier album, The Gift of Game, est publié en novembre 1999, quelques années après les enregistrements.

### The Gift of GameetButterfly(1999–2001)
La sortie de The Gift of Game est suivie par une tournée en soutien aux Red Hot Chili Peppers. Le guitariste Rust Epique quitte le groupe tandis que l'album est en plein milieu du mixage, et Crazy Town est rejoint par Kraig Tyler peu après. Les deux premiers singles extraits de The Gift of Game, Toxic et Darkside, sont publiés mais n'atteignent pas les classements.
En 2000, Crazy Town est signé pour participer à l'Ozzfest, cependant, ils sont forcés d'annuler après l'arrestation de Binzer pour avoir brisé une fenêtre à coups de chaise lorsqu'il était ivre,. Crazy Town publie ensuite son troisième single en 2001, Butterfly (qui utilise Pretty Little Ditty des Red Hot Chili Peppers). Il se classe premier du Billboard Hot 100. Soundscan Nielsen rapporte 100 000 exemplaires vendus de The Gift of Game avant la publication de Butterfly ; après Butterfly, il atteint la première place des ventes avec 1,5 million d'exemplaires.
Crazy Town participe à l'Ozzfest en 2001. Ils sont modérément accueillis, et certains dans le public de l'Ozzfest se moquaient d'eux en les surnommant The Butterfly Boys. Un quatrième single, Revolving Door, est publié et modérément vendu. En 2001, Crazy Town fait une brève apparition dans le clip du titre Bad Boy for Life de P. Diddy, Black Rob et Mark Curry.

### Darkhorseet pause (2001–2007)
Leur deuxième album, Darkhorse, est produit par Howard Benson et publié le 12 novembre 2002. Benson s'inspire d'un style plus orienté rock. Avant l'enregistrement de l'album, le batteur James Bradley, Jr. quitte le groupe, et est remplacé par Kyle Hollinger. L'album est accueilli modérément dans le marché, et compte que deux singles : Drowning, un petit succès aux États-Unis, au Royaume-Uni, en Autriche et en Allemagne, et Hurt You So Bad qui n'atteint aucun classement. Peu après Darkhorse, le groupe se sépare en 2003, citant notamment la pression exercée par leur label pour une suite de Butterfly.
Pendant l'inactivité de Crazy Town, Bret Mazur forme The Pharmacy, une société d'enregistrement. Peu après avoir quitté Crazy Town, Rust Epique forme un groupe sous le nom de pre)Thing. Il succombe d'une crise cardiaque peu après la publication de leur premier album 22nd Century Lifestyle en 2004. Binzer contribue aux parties vocales du single Starry Eyed Surprise de Paul Oakenfold en 2002. Il publie son premier album solo en 2004, Happy Love Sick, sous le nom de Shifty Shellshock. Kraig Tyler se joint au groupe industriel d'Eric Powell, 16Volt.

### Réunion (2007-2011)
À la fin de 2007, Crazytown annonce une réunion des anciens membres du groupe pour un nouvel album initialement intitulé Crazy Town is Back, prévu quelque part en 2008, bien qu'aucun album de ce type n'ait été publié. Le 26 août 2009, Crazy Town joue à Les Deux, à Hollywood, en Californie, ensemble après plus de cinq ans de séparation. Le 28 août 2009, l'ancien membre Adam Goldstein est retrouvé mort à son domicile, ayant succombé des suites d'une overdose médicamenteuse,. Le 7 août 2010, Crazy Town joue au festival SRH FEST 2010 en Californie. En 2011, Crazy Town publie une nouvelle chanson, My Place, sur YouTube, et deux nouvelles autres, Hard to Get et Hit That Switch sur Myspace.

### The Brimstone Sluggers(2013-2017)
Dans une entrevue effectuée en 2013 avec New Metal 4U, Shifty et Epic annoncent l'actuel enregistrement d'un nouvel album, The Brimstone Sluggers par Crazy Town. Plus tard la même année, Crazy Town lance ses pages Facebook et Twitter, et publie la chanson Lemonface en téléchargement gratuit. La même année encore, trois nouveaux membres se joignent au groupe : le guitariste Ahmad « Deadsie » Alkurabi, le bassiste Nick « Dax » Diiorio, et le batteur Kevin Kapler. À l'été 2014, Crazy Town joue dans quelques festivals en Europe comme Rock am Ring, Rock im Park, et Nova Rock. En mai 2015, Crazy Town joue au Hip Hop Music Fest vol. 1 sans le guitariste Alkurabi. Plus tard, ils confirment le départ d'Alkurabi. Le 24 juin 2015, Crazy Town annonce sur Facebook la publication de l'album The Brimstone Sluggers le 28 août 2015.

### Départ de Mazur,Crazy Town Xet mort de Binzer (2017-2024)
Après 1 an de pause, Epic annonce en janvier 2017 qu'il ne fait plus partie du groupe. Il avait l'intention de rester impliqué dans le groupe mais plus en tant que membre. À la suite de ce départ, Shifty décide de rajouter un "X" à côté du nom du groupe. Interrogé sur Instagram, le groupe expliqueque « le X est utilisé par les gangs pour symboliser un territoire qui vient d'être gagné »,,.
Le 3 novembre 2019, le véhicule du groupe où Binzer, ET et Roland Banks étaient présent subit un accident avec un élan durant une tournée à Ontario au Canada. Les membres s'en sortent avec des coupures et des contusions.
Lors de la tournée 2023 avec le groupe Hed PE, le groupe a été exclu de ce dernier à la suite d'une bagarre sanglante entre Binzer et Reeves dans une salle à Myrtle Beach en Caroline du Sud,. 
En mars 2024, le groupe sort un EP du nom de Flirting With Disaster.
Le 24 juin 2024, Binzer décède d'une overdose à l'âge de 49 ans et laissant l'avenir du groupe incertain. 

## Style musical
Le style musical de Crazy Town est classé sous les genres rap rock,,,, rap metal,,, nu metal,, et rock alternatif,.

## Membres

### Anciens membres
- Adam « DJ Adam 12 » Bravin - platines, samples, programmation, clavier (1995–1996)
- Seth « Shifty » Binzer – rap, chant (1995–2003 ; 2007-2024; décédé en 2024)
- Charles « Rust Epique » Lopez - guitare (1999–2000 ; décédé en 2004)
- James « JBJ » Bradley Jr. – batterie, percussions (1999–2001)
- Adam « DJ AM » Goldstein –  platines, samples, programmation, clavier (1999–2000, 2001; décédé en 2009)
- Doug « Faydoe Deelay » Miller - guitare basse (1999-2003)
- Kraig « Squirrel » Tyler - guitare rythmique, chœurs (2000–2003)
- Antonio Lorenzo « Trouble » Valli - guitare solo (1999–2003)
- Kyle Hollinger - batterie, percussions (2001-2003)
- Ahmad « Deadsie » Alkurabi –  guitare solo (2014–2015)
- Omar Gusmao – guitare solo (2015–2016)
- Bret « Epic » Mazur – chant, rap, guitare basse, clavier, piano, platines, beatbox (1995–2003 ;  2007-2017)
- Nick « Dax » Diiorio – guitare basse, chœurs (2014-2017)
- Kevin Kapler - batterie, percussions (2014-2017)
- Hasma Angeleno – bass guitar, chœurs (2017–2022)
- Rick "R1ckOne" Dixon –  platines, samples, programmation, chœurs (2010–2013, 2015-2017, 2018-2022)
- Elias Tannous  "ET" – guitare solo, chœurs (2016–2022)
- Roland Banks –  batterie (2017–2022)

## Discographie

### Albums studio
- 1999 : The Gift of Game
- 2002 : Darkhorse
- 2015 : The Brimstone Sluggers

### EP
- 2024: Flirting With Disaster

## Clips de musique
- Toxic (1999)
- Darkside (2000)
- Butterfly (2000)
- Revolving Door (2001)
- Drowning (2002)
- Hurt You So Bad (2003)
- Lemonface (2013)
- Born to Raise Hell (2015)
- Come Inside (2016)
- The Life I Chose (ft. Hyro the Hero) (2020)
- Fly Away (ft.Tanner Alexander) (2021)